# Rogatki miejskie Krakowa
Rogatki miejskie Krakowa – dawne punkty poboru opłat przy wjeździe do miasta, wprowadzone po raz pierwszy w średniowieczu. Niektóre budynki rogatek zachowały się.

## Historia

### Księstwo Warszawskie
Na mocy dekretu o ustanowieniu Krakowa wolnym miastem handlowym, minister skarbu Księstwa Warszawskiego 31 grudnia 1810 r. zarządził otoczenie miasta wałem i rowem. Na linii tej utworzono 9 rogatek (6 dla handlu z pobliskimi wsiami i 3 dla komunikacji dalekosiężnej).

### Wolne Miasto Kraków
Traktat dodatkowy kongresu wiedeńskiego z 3 maja 1815 r. zakazywał tworzenia komór celnych, jednak zezwalał na pobieranie „opłat od rogatek”.

### Twierdza Kraków
W roku 1847 (rok po wcieleniu Krakowa do Austrii) Kraków włączono do austriackiego systemu celnego. Ustanowiono powszechny podatek konsumpcyjny od sprowadzanych do miasta towarów, który pobierano na rogatkach miejskich. Spowodowało to podniesienie cen artykułów pierwszej potrzeby względem krakowskich przedmieść, co miało ograniczyć migrację ludności niezamożnej, głównie wiejskiego proletariatu, do miasta (Kraków miał status twierdzy). Kraków został miastem zamkniętym, a dla ograniczenia przemytu otoczony został linią akcyzową opartą m.in. na dawnych Okopach Kościuszkowskich. Wzdłuż tej linii wyznaczono 7 rogatek głównych:
- podgórska
- mogilska
- na dworcu kolejowym
- warszawska
- wrocławska
- łobzowska
- zwierzyniecka

oraz 6 mniej ważnych:
- grzegórzecka
- rakowicka
- krowoderska
- czarnowiejska
- wolska
- rybacka.

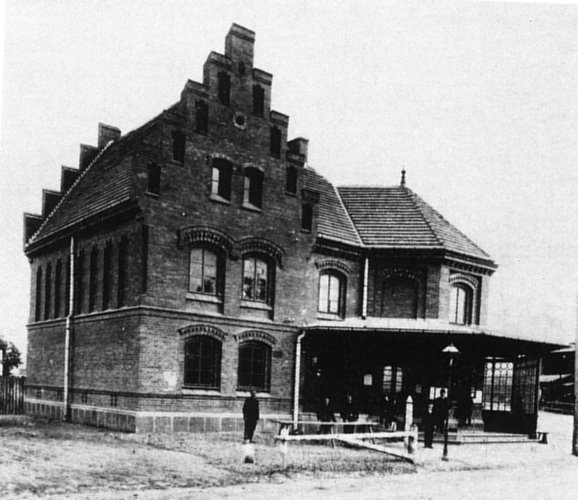
Rogatka zwierzyniecka niedaleko obecnego DH Jubilat

### Autonomia galicyjska
Miasto przejęło akcyzę 1 stycznia 1870 (trzy lata po przyznaniu autonomii przez cesarza Franciszka Józefa I). Stała się ona jednym z głównych źródeł jego dochodów. Bez większych modyfikacji, system poboru podatku spożywczego utrzymał się do początku XX wieku. W linii akcyzowej przebiegającej mniej więcej wzdłuż granic miasta funkcjonowało 11 rogatek miejskich:
- na Kazimierzu przed Mostem Podgórskim, przy ul. Mostowej, na terenie obecnego Szpitala oo. Bonifratrów
- na Grzegórzkach
- u wylotu ul. Lubicz
- przy ul. Rakowickiej (w rejonie obecnego skrzyżowania z ul. Lubomirskiego)
- u wylotu ul. Warszawskiej za torem kolejowym (obecnie al. 29 Listopada 31)
- u wylotu ul. Długiej
- na początku obecnej ul. Mazowieckiej
- w miejscu obecnego skrzyżowania ulic Łobzowskiej i Sienkiewicza
- przy ul. Czarnowiejskiej obok Parku Krakowskiego
- u wylotu ul. Wolskiej (obecnie ul. Piłsudskiego 29 przy skrzyżowaniu z al. Mickiewicza)
- u wylotu ul. Zwierzynieckiej.

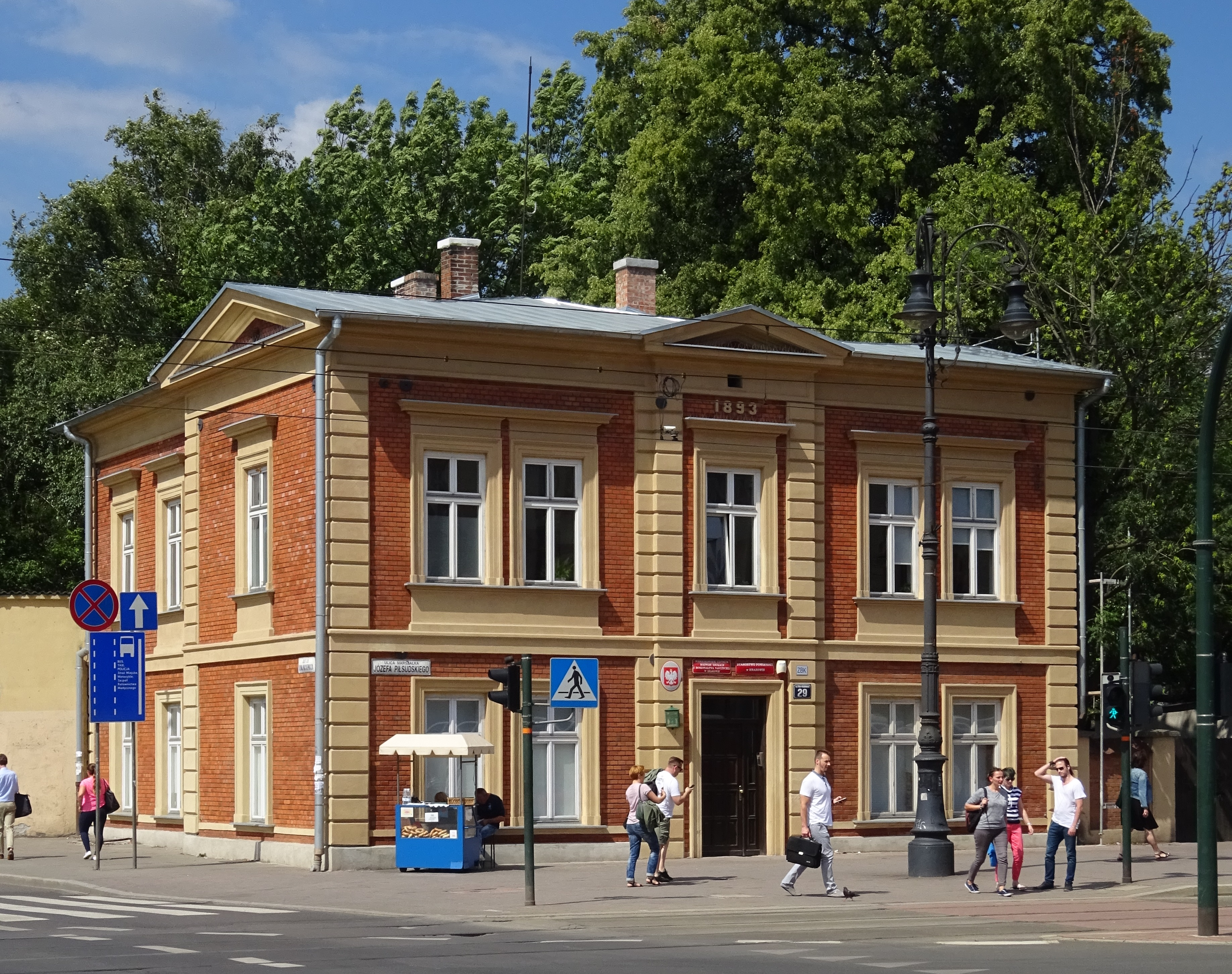
Rogatka wolska przy ul. Piłsudskiego 29, po remoncie

### XX wiek

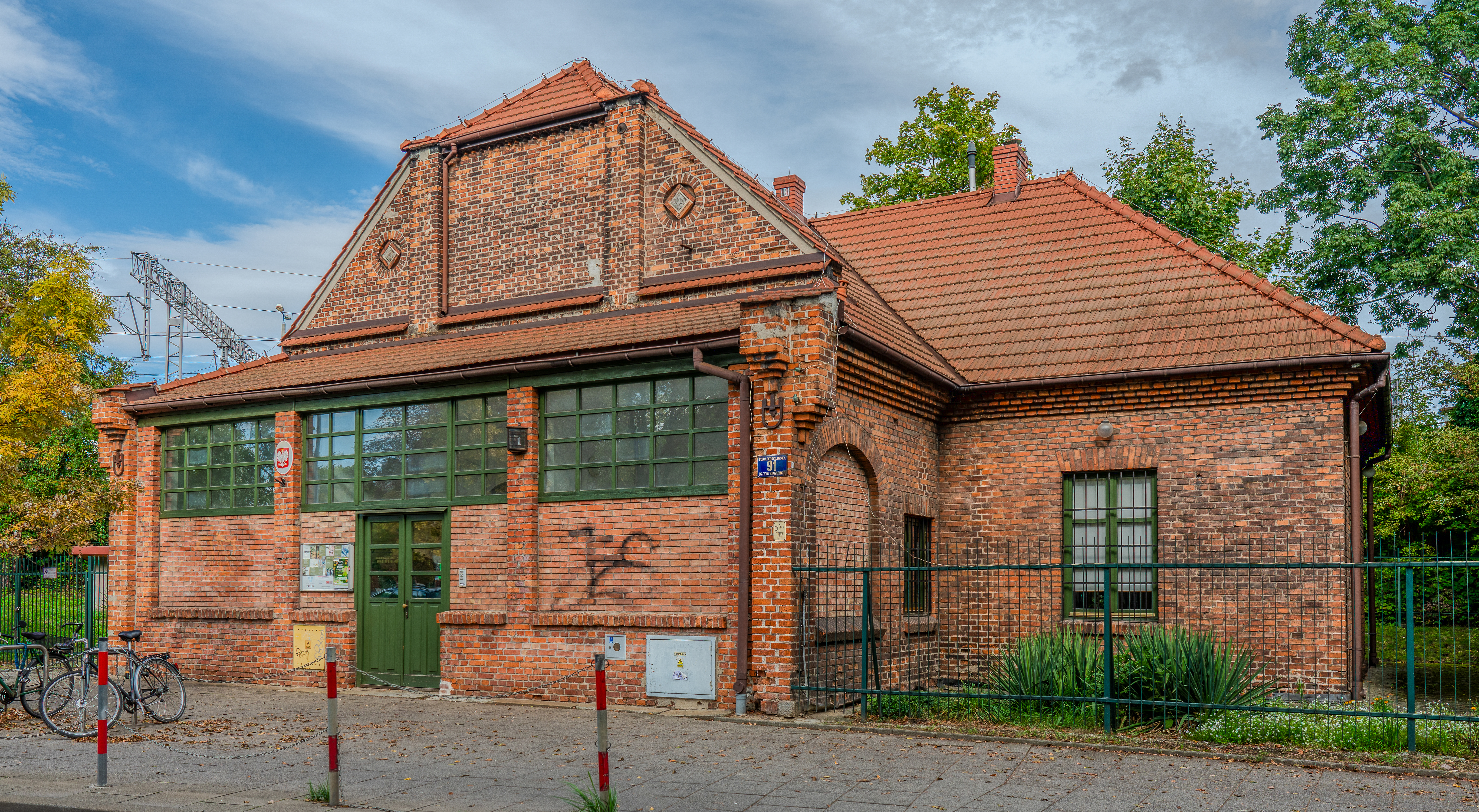
Rogatka wrocławska przy ul. Wrocławskiej 91
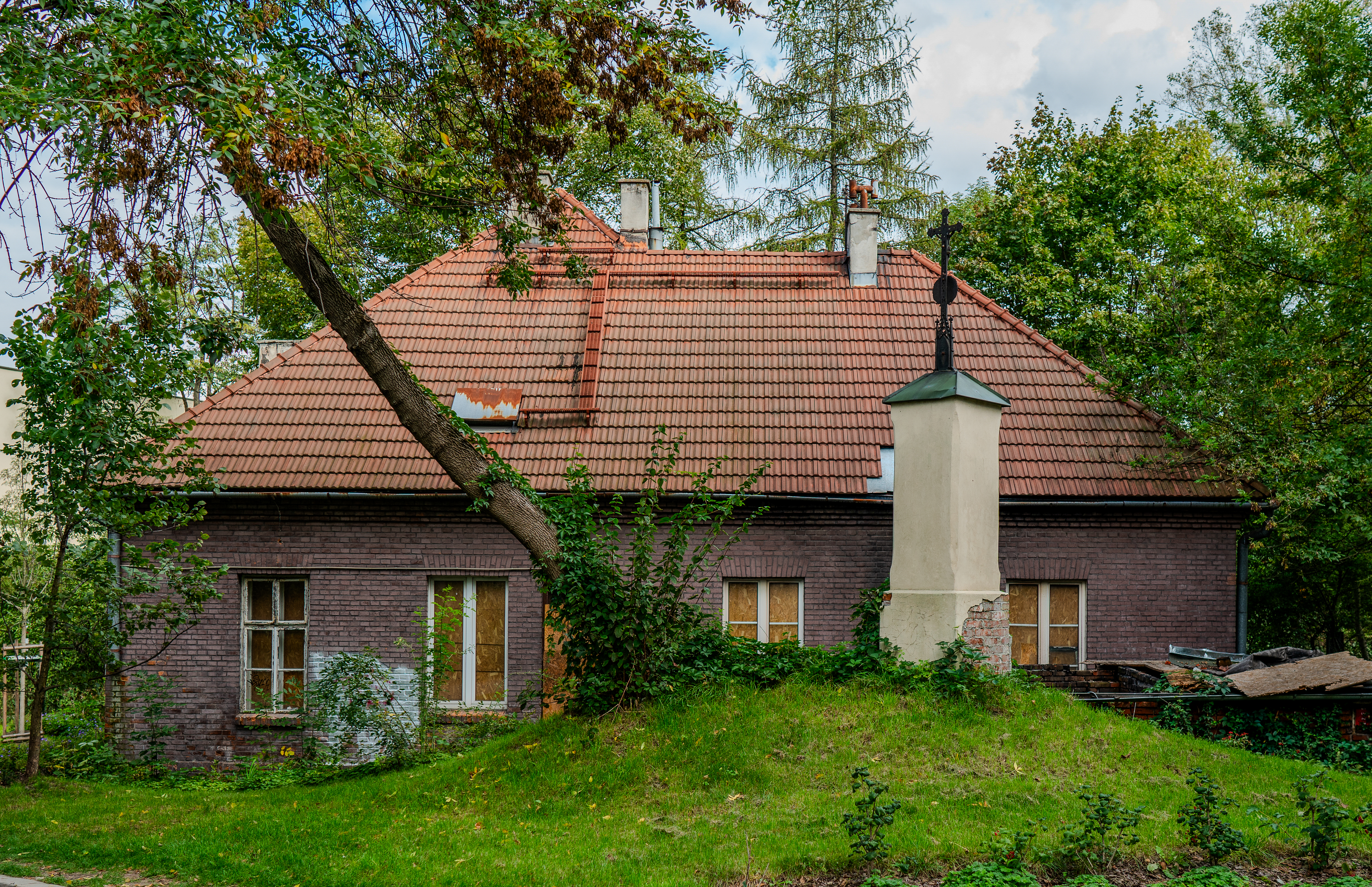
Rogatka krowoderska przy ul. Łokietka 32
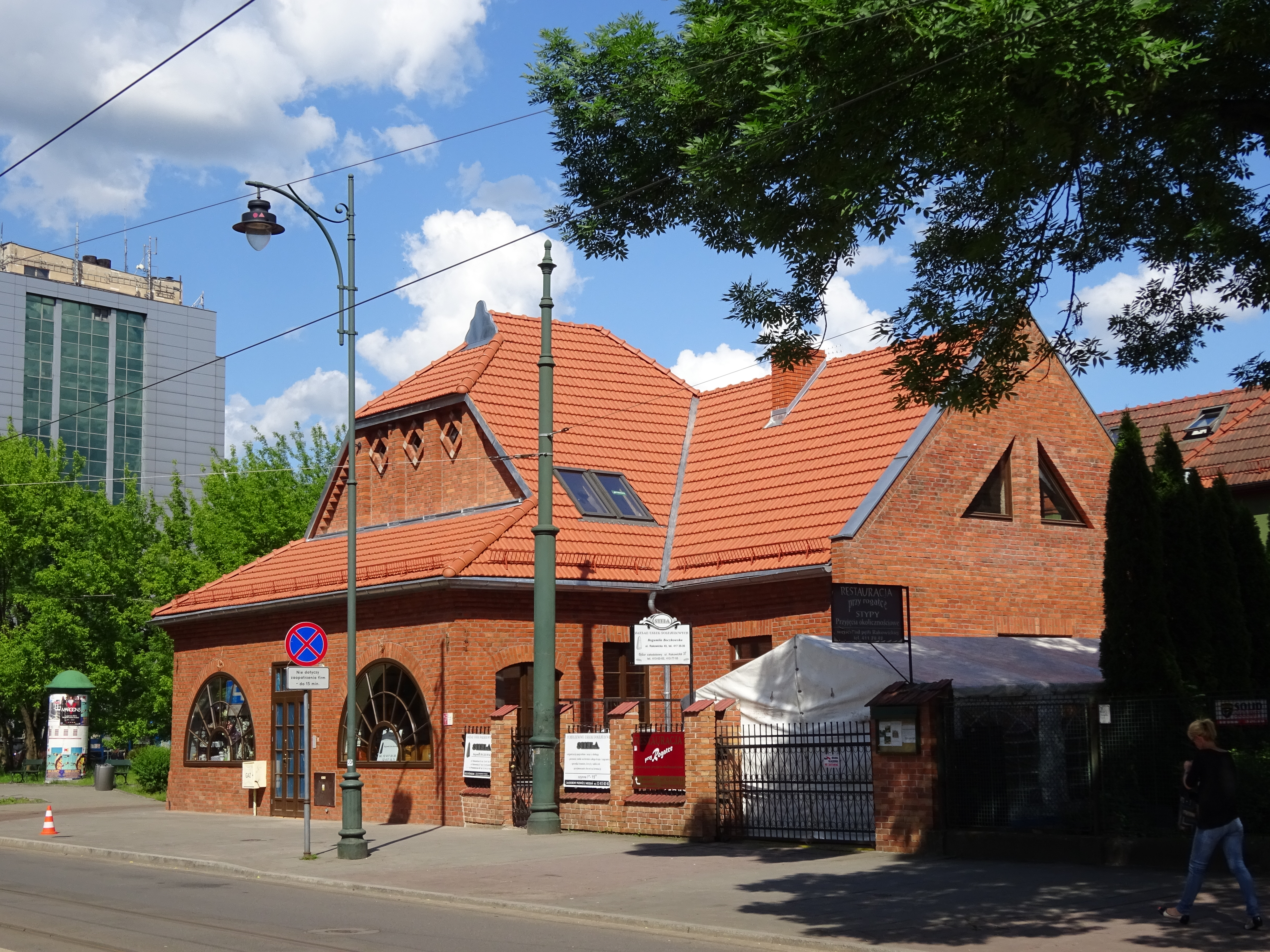
Rogatka olszańska przy ul. Rakowickiej 43, po remoncie
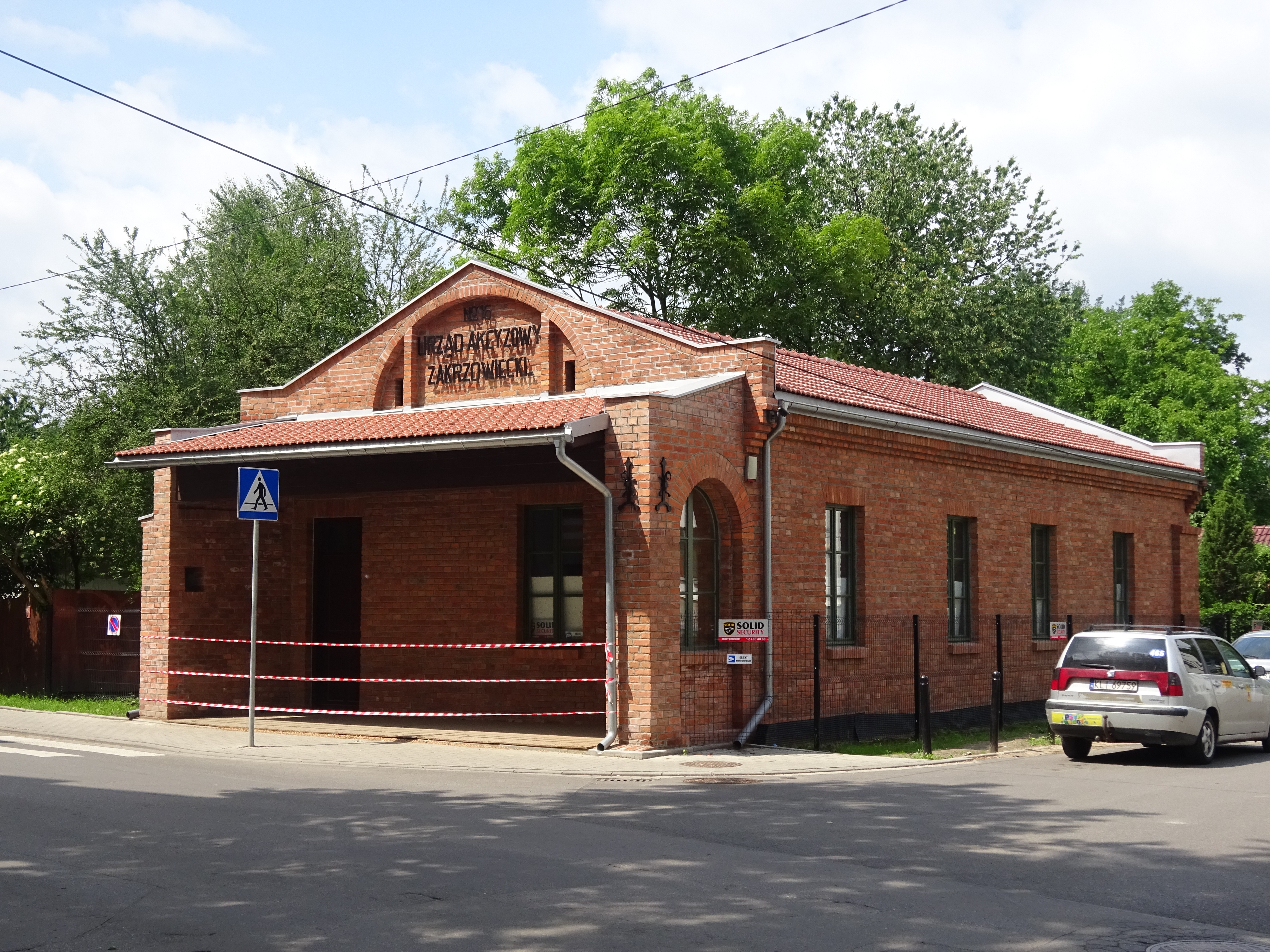
Rogatka zakrzowiecka przy ul. Twardowskiego 45, po remoncie
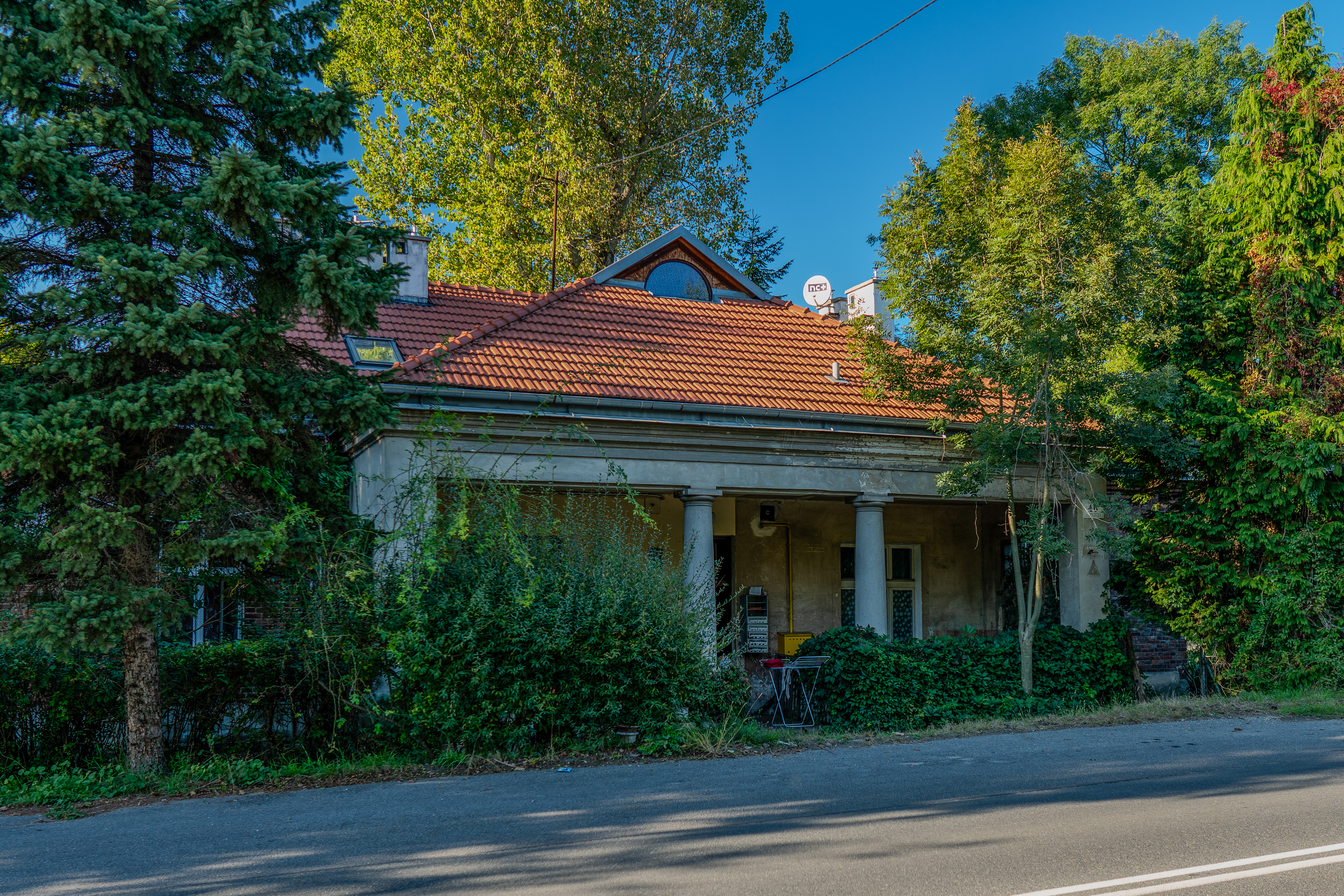
Rogatka dębnicka przy ul. Tynieckiej 46
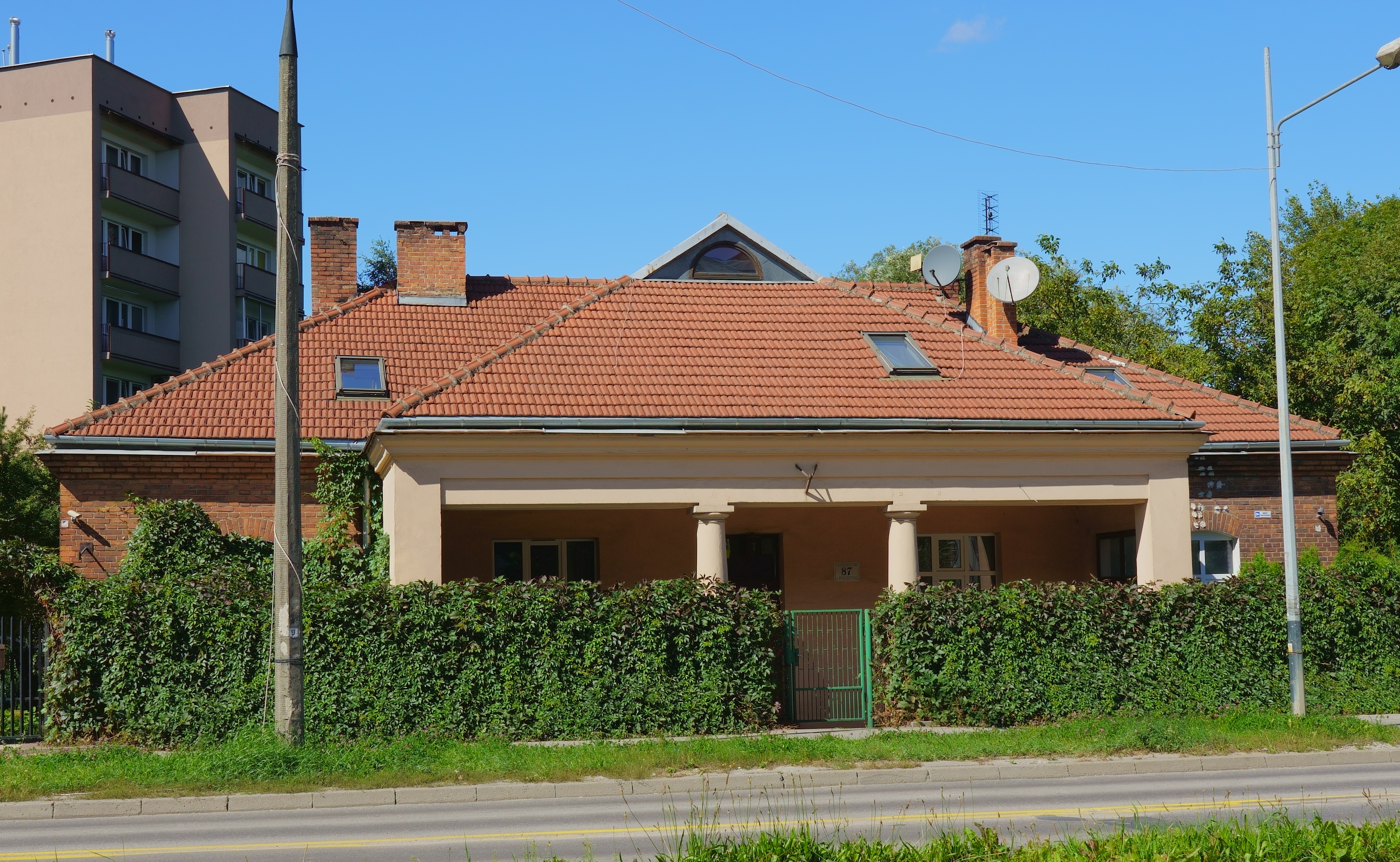
Rogatka Kobierzyńska przy ul. Kobierzyńskiej 87

1 stycznia 1911 Krajowa Dyrekcja Skarbu we Lwowie, poszerzając obszar Krakowa, na mocy rozporządzenia przesunęła linię akcyzową, aby obejmowała nowe dzielnice. Została ona oznaczona 34 słupkami w biało-niebieskie pasy, a wzdłuż niej ustanowiono 18 rogatek zwanych „urzędami liniowymi podatku spożywczego”:
- Zwierzyniec (przy drodze na Bielany)
- Wola Justowska
- Czarna Wieś
- Łobzów (przy drodze do Bronowic Małych)
- Krowodrza-Koszary (przy przepuście w nasypie kolejowym)
- Krowodrza (przy drodze do Toń)
- Prądnik Biały
- Warszawska (przy drodze do Prądnika Czerwonego)
- Olsza
- Mogiła (przy drodze do Mogiły)
- Grzegórzki (przy drodze do Dąbia)
- Grzegórzki-Dworzec (przy dworcu kolejowym linii Kraków – Kocmyrzów)
- Starowiślna (przy Moście Powstańców Śląskich, dawniej Krakusa)
- Podgórze (przy Moście Podgórskim)
- Ludwinów (przy Moście Retmańskim)
- Zakrzówek – budynek przy obecnej ul. Twardowskiego 45
- Kobierzyn - budynek przy obecnej ul. Kobierzyńskiej 87
- Dębniki (przy drodze do Pychowic).

Ponadto „urzędy liniowe” znajdowały się na dworcach kolejowych i przystani na Wiśle.
Pomimo zniesienia w 1921 r. przepisów podatkowych wywodzących się jeszcze z czasów austriackich, linię akcyzową wraz z „urzędami liniowymi” utrzymano, by miasto wciąż mogło pobierać podatek spożywczy. Dopiero po wejściu w życie ustawy o jednolitym systemie finansowym w Polsce, Rada Miejska zniosła linię akcyzową w listopadzie 1923 roku.
- Rogatka wrocławska
przy ul. Wrocławskiej 91
- Rogatka krowoderska
przy ul. Łokietka 32
- Rogatka olszańska
przy ul. Rakowickiej 43, po remoncie
- Rogatka zakrzowiecka
przy ul. Twardowskiego 45, po remoncie
- Rogatka dębnicka
przy ul. Tynieckiej 46
- Rogatka Kobierzyńska
przy ul. Kobierzyńskiej 87